# Heukelom (Oisterwijk)
Heukelom is een gehucht in de Noord-Brabantse gemeente Oisterwijk, vlak ten oosten van de A65. Het wordt ter onderscheiding van Laag-Heukelom ook Hoog-Heukelom genoemd en ligt net ten westen van Langvennen, een wijk van de plaats Oisterwijk. Wat zuidelijker ligt het gehucht Laag-Heukelom, dat tot de gemeenten Oisterwijk en Tilburg behoort.
Tot 1996 maakte de kern Heukelom deel uit van de gemeente Berkel-Enschot. Bij het opsplitsen van deze gemeente en de annexatie van de kernen Berkel en Enschot door Tilburg werd Heukelom ondergebracht bij de gemeente Oisterwijk.

## Benaming
Een vaste spelling voor woorden en plaatsnamen is iets van de laatste eeuwen. In oudere teksten zijn varianten als Huykelom, Huijkelom en Huijclom te vinden. In 1192 wordt verwezen naar ene  Arnolde de Huclem. In een latere kopie van een document uit 1290 komt een Godefridus de Hoculem voor; in de eerste helft van de 14e eeuw is het Hucclem, in 1559 is er sprake van een Hueckelemsche hoeve, en in 1773, 1808 en 1865 worden Heukelom, Huijclom en Hoog Heukelum genoemd.
De toponymie is vrij helder: een heukel is een hooiopper of een heuvel, en het deel -om is een verkorting van -heem, wat woning of woonplaats betekent.
Tijdens het carnaval heet Heukelom Rommelpot.

## Varia
- Op 23 februari 1954 trouwden vijf zussen en een broer De Kort, allen afkomstig uit Heukelom.[5][6][7]